# Élections municipales de 2014 à Saint-Pierre-et-Miquelon
Les élections municipales ont eu lieu le 23 mars 2014 à Saint-Pierre-et-Miquelon. Tous les conseillers municipaux ayant été élus au premier tour, le second, prévu pour le 30 mars, n'est pas organisé.

## Maires sortants et maires élus
La gauche se maintient à Saint-Pierre et perd Miquelon-Langlade face à un candidat divers.
| Commune           | Population | Maire sortant    | Parti | Parti | Maire élu         | Parti | Parti |
| ----------------- | ---------- | ---------------- | ----- | ----- | ----------------- | ----- | ----- |
| Miquelon-Langlade | 624        | Stéphane Coste   |       | EPC   | Jean de Lizarraga |       | DIV   |
| Saint-Pierre      | 5 456      | Karine Claireaux |       | EPC   | Karine Claireaux  |       | EPC   |

## Résultats

### Saint-Pierre
- Maire sortant : Karine Claireaux (PS)
- 29 sièges à pourvoir (population légale 2011 : 5 676 habitants)

|                          | Karine Claireaux * | EPC            | 1 496 | 52,93 | 22 |  |  |
|                          | Yannick Cambray    | CSA            | 1 330 | 47,06 | 7  |  |  |
|                          |                    |                |       |       |    |  |  |
| Inscrits                 | Inscrits           | Inscrits       | 4 445 | 100,0 |    |  |  |
| Abstentions              | Abstentions        | Abstentions    | 1 380 | 31,05 |    |  |  |
| Votants                  | Votants            | Votants        | 3 065 | 68,95 |    |  |  |
| Blancs et nuls           | Blancs et nuls     | Blancs et nuls | 239   | 5,38  |    |  |  |
| Exprimés                 | Exprimés           | Exprimés       | 2 826 | 63,58 |    |  |  |
| * Liste du maire sortant |                    |                |       |       |    |  |  |

### Miquelon-Langlade
- Maire sortant : Stéphane Coste
- 15 sièges à pourvoir (population légale 2011 : 624 habitants)
- Élection au scrutin majoritaire[3].